# Hennadij Nikon
Hennadij Nikon (ukrainisch Геннадій Нікон, wiss. Transliteration Hennadij Nikon, * 16. April 1975) ist ein ehemaliger ukrainischer Skilangläufer.

## Werdegang
Nikon trat international erstmals bei den nordischen Skiweltmeisterschaften 1995 in Thunder Bay in Erscheinung. Dort belegte er den 73. Platz über 10 km klassisch und den 66. Rang in der Verfolgung. Bei der Winter-Universiade 1995 in Candanchú und der Winter-Universiade 1997 in Muju gewann er jeweils die Bronzemedaille mit der Staffel. Zudem errang er 1997 dort den 28. Platz über 30 km Freistil und den fünften Platz über 15 km klassisch. Im folgenden Jahr lief er bei den Olympischen Winterspielen in Nagano auf den 60. Platz über 10 km klassisch, auf den 46. Rang in der Verfolgung und auf den 38. Platz über 30 km klassisch. Außerdem errang er dort zusammen mit Oleksandr Sarownyj, Mychajlo Artjuchow und Mykola Popowytsch den 12. Platz mit der Staffel. Bei der Winter-Universiade 1999 in Štrbské Pleso kam er auf den 29. Platz über 10 km klassisch und auf den 24. Rang in der Verfolgung. In der 2002/03 belegte er bei der Winter-Universiade 2003 in Tarvisio den 17. Platz im 30-km-Massenstartrennen, den zehnten Rang über 10 km klassisch und den vierten Platz mit der Staffel und bei den nordischen Skiweltmeisterschaften 2003 im Val di Fiemme jeweils den 43. Platz über 50 km Freistil und im 30-km-Massenstartrennen, den 25. Rang über 15 km klassisch und den 14. Platz mit der Staffel. Von 2004 bis 2011 nahm er am Eastern-Europe-Cup teil. Seine beste Platzierung dabei war im Januar 2009 in Charkiw der dritte Platz über 15 km klassisch.

## Teilnahmen an Weltmeisterschaften und Olympischen Winterspielen

### Olympische Winterspiele
- 1998 Nagano: 12. Platz Staffel, 38. Platz 30 km klassisch, 46. Platz 15 km Verfolgung, 60. Platz 10 km klassisch

### Nordische Skiweltmeisterschaften
- 1995 Thunder Bay: 66. Platz 15 km Verfolgung Freistil, 73. Platz 10 km klassisch, 57. Platz 15 km Verfolgung
- 2003 Val di Fiemme: 14. Platz Staffel, 25. Platz 15 km klassisch, 43. Platz 50 km Freistil, 43. Platz 30 km klassisch Massenstart